# Łukasz Krawiec
Łukasz Rafał Krawiec (ur. 1987 w Leżajsku, zm. 21 grudnia 2011 w prowincji Ghazni w Afganistanie) – polski żołnierz, starszy szeregowy Wojska Polskiego, poległ podczas wykonywania zadania bojowego w czasie X zmiany Polskich Sił Zadaniowych ISAF w Afganistanie, pośmiertnie awansowany na stopień sierżanta.

## Życiorys
Urodził się  w 1987 r. w Leżajsku.  W 2007 r. rozpoczął służbę wojskową jako żołnierz służby zasadniczej na stanowisku strzelca wyborowego i obserwatora w 16 batalionie zmechanizowanym w Morągu z 20 Brygady Zmechanizowanej. Potem pełnił służbę będąc szeregowym zawodowym. Na przełomie lat 2008/2009 pełnił służbę w IV zmianie i w roku 2011 w X zmianie misji w Polskim Kontyngencie Wojskowym w Afganistanie, gdzie był w Zespole Odbudowy Prowincji (PRT). Zadaniem jego była ochrona specjalistów zajmujących się budową infrastruktury i pomocą lokalnej ludności.

### Śmierć
W grudniu 2011 r. uczestniczył w patrolu, który doglądał budowy parku dla mieszkańców miejscowości Razaak. 21 grudnia 2011 w godzinach porannych w północnej części prowincji Ghazni wracał z patrolu pojazdem MRAP (ang. Mine Resistant Ambush Protected) typu M-ATV. Przy dojeździe do drogi Kabul–Kandahar pod pojazdem eksplodował silny improwizowany ładunek wybuchowy, w wyniku czego zginęło pięciu polskich żołnierzy, w tym Łukasz Krawiec (pozostali polegli to Krystian Banach, Piotr Ciesielski, Marcin Szczurowski i Marek Tomala). Do ataku przyznali się talibowie. 
Został pośmiertnie awansowany do stopnia sierżanta, odznaczony Krzyżem Kawalerskim Orderu Krzyża Wojskowego oraz Gwiazdą Afganistanu. Był kawalerem. 

### Pogrzeb
24 grudnia 2011 w miejscowości Jelna koło Nowej Sarzyny odbyła się ceremonia pogrzebowa, w której uczestniczyli m.in.: podsekretarz stanu w MON Zbigniew Włosowicz, dowódca operacyjny sił zbrojnych gen. broni Edward Gruszka, komendant główny Żandarmerii Wojskowej gen. dyw. dr Mirosław Rozmus, zastępca dowódcy 2 Korpusu Zmechanizowanego gen. bryg. Andrzej Knap, dowódca 21 Brygady Strzelców Podhalańskich gen. bryg. Stanisław Olszański oraz przedstawiciele władz wojewódzkich i samorządowych. Na cmentarzu list od Prezydenta RP odczytał przedstawiciel Biura Bezpieczeństwa Narodowego płk Adam Brzozowski.

## Awanse
- starszy szeregowy – ?

(...)
- sierżant – 2011 (pośmiertnie)[4]

## Order i odznaczenie
- Krzyż Kawalerski Orderu Krzyża Wojskowego – 2011 (pośmiertnie)[1][4][6]
- Gwiazda Afganistanu – 2011 (pośmiertnie)[4][6]